# Franz (2025)
Franz is een toekomstige Tsjechisch-Pools-Duitse biografische film, geregisseerd door Agnieszka Holland. De hoofdrol wordt vertolkt door Idan Weiss.

## Verhaal
De film volgt het leven van Franz Kafka vanaf zijn vroege tienerjaren in zijn geboortestad Praag tot aan zijn vroegtijdige dood in 1924.

## Rolverdeling
| Acteur            | Personage       |
| ----------------- | --------------- |
| Idan Weiss        | Franz Kafka     |
| Daniel Dongres    | de jonge Franz  |
| Jenovéfa Boková   | Milena Jesenská |
| Carol Schuler     | Felice Bauer    |
| Sebastian Schwarz | Max Brod        |
| Katarina Stark    | Ottla Kafka     |

## Productie
De regie is in handen van Agnieszka Holland naar een scenario geschreven door Marek Epstein, met wie Holland eerder samenwerkte aan de film Šarlatán uit 2020. Franz wordt geproduceerd door Šárka Cimbalová voor Marlene Film Production (Tsjechië) in coproductie met X-Filme (Duitsland) en Metro Films (Polen). Het project werd mede mogelijk gemaakt door het Tsjechisch Filmfonds.

## Release
Franz zal op 5 september 2025 in première gaan op het Internationaal filmfestival van Toronto.